# Église Saint-Pierre de Bournoncle-Saint-Pierre
Pour les articles homonymes, voir Église Saint-Pierre.
L'église Saint-Pierre est une église catholique située à Bournoncle-Saint-Pierre, en France.

## Localisation
L'église est située dans le département français de la Haute-Loire, sur la commune de Bournoncle-Saint-Pierre.

## Historique
L'édifice est classé au titre des monuments historiques en 1963.